# 5. Sinfonie (Mahler)
Die 5. Sinfonie ist eine Sinfonie in fünf Sätzen von Gustav Mahler. Sie gilt als eine der beliebtesten Sinfonien Mahlers; vor allem seit 1971 im Film Tod in Venedig von Luchino Visconti das Adagietto verwendet wurde.

## Entstehung
Die Sinfonie entstand in ihren wesentlichen Teilen in den Jahren 1901 bis 1902. Erste Skizzen notierte Mahler im Sommer 1901 auf seinem Sommersitz in Maiernigg. Hier konzipierte Mahler zunächst das an dritter Stelle stehende Scherzo. Weitere Teile der Sinfonie entstanden im Folgenden in Wien. Die Instrumentierung erfolgte erst 1903 und wurde 1904 nochmals überarbeitet. Die Leseproben mit den Wiener Philharmonikern führten hier zu einer reichhaltigen Umarbeitung des Schlagwerks. In keiner anderen Sinfonie rang Mahler so lange mit der Instrumentierung des Werkes. Noch 1911, im Jahr seines Todes, überarbeitete Mahler die Instrumentierung erneut. Diese Fassung erschien allerdings erst 1964 im Rahmen der Mahler-Gesamtausgabe im Druck. Die Uraufführung der Sinfonie fand am 18. Oktober 1904 im Gürzenich in Köln unter der Leitung des Komponisten statt.

## Zur Musik

### Besetzung
4 Flöten (alle auch Piccoloflöten), 3 Oboen (3. auch Englischhorn), 3 Klarinetten (1. und 2. in A, B und C, 3. in A, B, C, D und Bassklarinette), 3 Fagotte (3. auch Kontrafagott), 6 Hörner, 4 Trompeten, 3 Posaunen, Basstuba, 4 Pauken, Schlagwerk (Große Trommel, Kleine Trommel, Große Trommel mit Becken, Becken, Triangel, Glockenspiel, Holzklapper, Tamtam), Harfe, I. Violine, II. Violine, Bratsche, Violoncello, Kontrabass
Die Aufführungsdauer beträgt ca. 70 Minuten.

### I. Abteilung

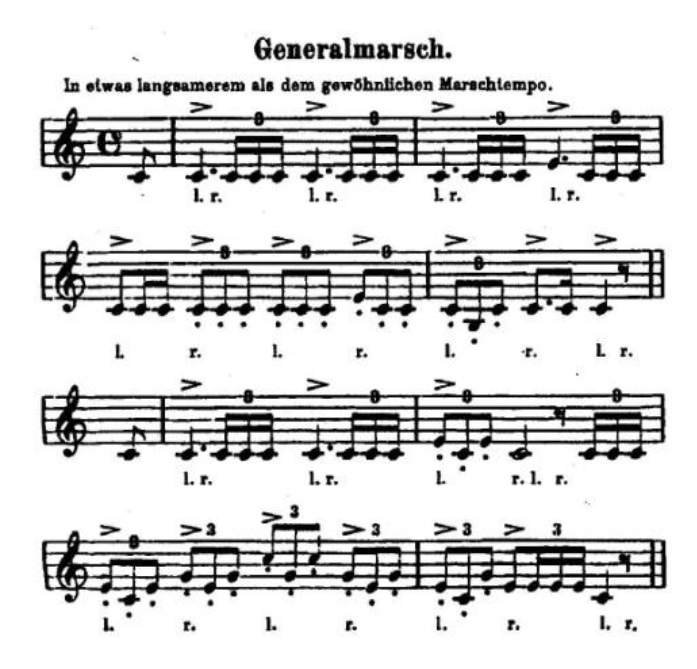
Generalmarsch der k.u.k. Armee

Ein ausführlicher Trauermarsch. In gemessenem Schritt. Streng. Wie ein Kondukt in cis-Moll ist dem eigentlichen Hauptsatz vorangestellt. Er beginnt mit einer verhaltenen Trompetenfanfare, welche zum maßgeblichen Motiv des Marsches wird. Das Motiv erinnert an den Beginn des Generalmarsches der österreichisch-ungarischen Armee. Die Fanfare wird im Orchestertutti abgeschlossen und anschließend resignierend in die Tiefe geführt. Es schließt sich ein klagendes, gesangliches Thema der Streicher an und sorgt im Folgenden für eine dunkle und bedrohliche Stimmung. Das Fanfarenmotiv kehrt nun im Orchester wieder und sorgt für eine musikalische Verdichtung. Der gemessen schreitende Zug wird durch ein erstes Trio unterbrochen. Ein plötzlich hervorbrechender Ausbruch in b-Moll, der sich zum Tutti steigert und die Grenzen des tonalen Raumes antastet, leitet es ein. Eine sprunghaft aufsteigende Melodie wird von synkopierenden Gegenrhythmen kontrastiert. „Die Geigen stets so vehement als möglich“ notierte Mahler für diese Stelle in der Partitur. Der Abschnitt verläuft in zwei Steigerungswellen und nimmt ebenfalls das Fanfarenmotiv auf. Es kehrt anschließend von der Trommel unterstützt zurück und leitet eine inhaltliche Wiederholung des Marschteils ein. Das zweite, sehr kurze Trio wendet sich nach a-Moll, der Tonart des folgenden Hauptsatzes. Es wird durch die Intonation des Marschmotives durch die Pauke eingeleitet und zunächst nur von den Streichern vorgetragen. Es ist von kontrapunktischer Struktur. Ein Höhepunkt des kompletten Orchesters führt anschließend zum musikalischen Zusammenbruch des Geschehens, welcher sich in Tuttiakkorden und zerrissenen Motiven äußert, bevor das Marschthema in der Trompete erklingt. Hiermit endet der bewegende Trauermarsch in immer leiser werdender Wiederholung der Fanfare im dreifachen piano.
Es folgt der eigentliche Hauptsatz der Sinfonie in a-Moll: Stürmisch bewegt. Mit größter Vehemenz. Der Satz lehnt sich formal lose an den klassischen Sonatensatz an. Er beginnt mit einem forsch auffahrenden Thema, welches zunächst nicht als ausformulierter Gedanke zu erkennen ist, sondern eine ungeordnete Motivanhäufung von Streichern und Trompeten darstellt. Hieraus entwickelt sich im stampfenden Rhythmus ein unklarer und chaotisch wirkender Gedanke, bevor sich das Geschehen beruhigt. Die Celli intonieren das getragene Marschthema des Trauermarsches, unterstützt von Akkorden der Holzbläser. Hieraus entwickelt sich ein verhaltener Gesang mit sich steigernden vorwärtsdrängenden Impuls. Immer neue Motive treten begleitend hinzu und vermitteln einen Eindruck von teilweise größter Unruhe. Ein dissonanter Höhepunkt, welcher maßgeblich von einem Streichermotiv, begleitet von den Pauken, gestaltet wird zieht einen weiteren völligen Ruhepunkt nach sich. Das Cello sucht eine Melodie auf leisem Paukenwirbel und intoniert schließlich einen ergreifenden Gedanken in f-Moll. Erneut bewegt sich die Musik im Duktus des Trauermarsches, den sie nicht zu überwinden vermag, jedoch wärmer instrumentiert ist und weniger bedrohlich wirkt. Erneut entwickelt sich große Unruhe im Orchester und leitet einen durchführungsähnlichen Teil ein, welcher mit der Dialektik des gemessenen Trauermarschthemas und des unruhigen Hauptgedankens des Satzes spielt. Die Reprise bringt einen neuen Gedanken, welcher an ein instrumentales Rezitativ erinnert. Völlig unvermittelt setzt kurz vor dem Ende ein feierlich überhöhter Choral ein, welcher nach einem musikalischen Durchbruch strebt, ohne diesen zu erreichen. Mahler lässt den Hauptsatz noch nicht mit einer solchen Apotheose enden, sondern behält sich dies für das Finale vor. Die Coda rückt dementsprechend den Satzbeginn in den Vordergrund.

### II. Abteilung
Die zweite Abteilung besteht nur aus dem dritten Satz: Scherzo. Kräftig, nicht zu schnell in D-Dur. Es stellt somit in gewisser Weise einen Mittelpunkt der Sinfonie dar. Mit 819 Takten und etwa 20 Minuten Aufführungsdauer handelt es sich auch um den längsten Satz der Sinfonie. Ein weitestgehend unbeschwerter Ton steht im Kontrast zur düstereren ersten Abteilung und scheint diese Anspannung auflösen zu können. Ein unbeschwertes Fanfarenmotiv, welches keinerlei Ähnlichkeit zum Trauermarschmotiv mehr aufweist, eröffnet den Satz. Hieraus entwickelt sich ein einfaches und optimistisches Thema im Ländlerrhythmus. Eine Antwort der ersten Violine erscheint hingegen harmonisch seltsam verschoben und führt das groteske Element des Scherzos ein. Eine ganze Reihe einfach gebauter Themen im gleichen Duktus wird in der Folge vorgestellt. Eine Walzermelodie bestimmt das erste Trio und lässt das Bild einer traumhaft-heilen Welt entstehen. Die inhaltliche Wiederholung des Scherzos führt zu einem Tuttihöhepunkt, welcher das zweite Trio einleitet. Im Gegensatz zum ersten handelt es sich um einen langen und thematisch schwergewichtigen Einschub. Eine durchgehende Bewegung fehlt hier, zahlreiche Haltepunkte führen maßgeblich zur großen Ausdehnung des Satzes. Eine wehmütige Melodie entfaltet sich in den Holzbläsern und Streichern zu minimalistischer Pizzicatobegleitung der Streicher. Ein elegischer Hornruf wirkt wie ein entrückendes Element und verleiht dem musikalischen Geschehen einen mystischen und tiefgehenden Klang, welcher einen böhmischen Klagegesang aufgreift. Nach einiger Zeit verdichtet sich das Geschehen und steigert sich zu furiosen Läufen und einem großen Fortissimo am Rande der Tonalität. Auf diese Weise leitet Mahler zur Wiederkehr des Scherzothemas über. Scherzo und beide Trios werden in variierter Form wiederholt, was ebenfalls zur großen Ausdehnung des Satzes beiträgt. Teilweise sind die Veränderungen so groß, dass der Wiederholungsteil eher wie eine Durchführung wirkt. Ein sich immer weiter steigernder Impuls wird mit dem entrückten Hornmotiv des zweiten Trios aufgehalten. In der Coda vollbringt Mahler das Kunststück, die fünf prägenden Motive des Satzes in kontrapunktischer Art und Weise zu kombinieren, was den Satz zu einem fulminanten Ende führt. Teilweise wird hier bereits die Schlussapotheose vorweggenommen.

### III. Abteilung
Das Adagietto. Sehr langsam stellt den Ruhepunkt der Sinfonie dar. Im Gegensatz zu anderen Adagio-Sätzen in Mahlers Sinfonien ist er mit elf Minuten Aufführungsdauer eher kurz gehalten. Im Vergleich zum vorherigen Scherzo herrscht eine völlig veränderte Stimmung vor. Die Instrumentierung besteht nur aus Streichern und Harfe. Eine schwebende Metrik und Melodik lässt den Eindruck zerbrechlicher Intimität entstehen. Gerade deshalb wurde der Satz immer wieder als Liebeserklärung Mahlers an seine Frau Alma interpretiert. Markant ist das Einschwingen der Harfen, bevor sich das Thema in den Streichern entfaltet. Langsam entwickelt sich im Anschluss eine dynamische Steigerung. Dieser dramatische Höhepunkt ist in höchst freier Chromatik gestaltet und geht, wie es für Mahler typisch ist, in mehreren Wellen vor sich. Er beruhigt sich durch die Wiederkehr des Hauptthemas. Der Mittelteil des dreiteiligen Satzes bringt einen neuen Gedanken, ohne jedoch eine Stimmungsänderung zu bewirken. Der Satz verklingt nach der Rückkehr des Hauptthemas friedlich und nahezu entrückt in pianissimo.
Die Sinfonie endet mit einem sich langsam steigernden Rondo-Finale. Allegro – Allegro giocoso. Der Satz findet nur mühsam seinen Bewegungsrhythmus. Die Einleitung besteht aus einigen rudimentären Motiven verschiedener Instrumente, welche wie ein Einschwingen wirken. Nach 23 Takten erklingt der Refraingedanke des Rondos. Die Thematik besteht bemerkenswerterweise aus dem kaum mehr erkennbaren thematischen Material des Chorals aus dem zweiten Satz. Es entwickelt sich ein turbulentes und ausgelassenes Geschehen, welches wie eine sich stets steigernde Vorbereitung der Schlussapotheose wirkt. Ein Couplet führt ein liedhaftes, etwas schwerfällig-tänzerisches Motiv ein. Es löst sich in einem kurzen Fugatoteil auf. Die Wiederkehr des Refrains führt in pausenloser Folge zu einem weiteren, hektisch wirkenden Couplet. Der ungebrochene Bewegungsimpuls lässt eine große Hektik und Unruhe entstehen. Einzig in den Grazioso-Nebensätzen der Streicher kehrt etwas Ruhe ein, da diese die Motivik des Adagiettos aufnehmen. Der Taumel des Finalsatzes steuert schließlich auf eine furiose Schlussstretta hin. Die übersteigerte Apotheose ergeht sich in nahezu lärmender Polyphonie und grenzenlosem Jubel und wird durch die Wiederkehr des Chorals aus dem zweiten Satz eingeleitet. Mahlers letzte Tempoangabe gibt vor: „Allegro molto und bis zum Schluss beschleunigend“. Der alles mitsichreißende Taumel beendet die Sinfonie mit einem mächtigen Tuttiakkord.

### Zur Tonart
Die 5. Sinfonie wird häufig als Werk in cis-Moll bezeichnet, was sich nach der Tonart des 1. Satzes richtet. Diese Angabe ignoriert allerdings die progressive Tonalität der späten Mahler-Sinfonien, die es – im Gegensatz zum Formschema der klassischen Sinfonie – zulässt, dass ein Werk in einer anderen Tonart endet als es beginnt. Auch hat sich Mahler selbst in einem Brief an seinen Verleger ausführlich mit der Frage der Tonart auseinandergesetzt und eine Benennung der 5. Sinfonie nach einer Tonart ausdrücklich abgelehnt: „Es ist nach Disposition der Sätze (von denen der gewöhnliche I. Satz erst an 2. Stelle kommt) schwer möglich von einer Tonart der ganzen Symphonie zu sprechen, und bleibt, um Mißverständnissen vorzubeugen, lieber eine solche besser unbezeichnet.“

## Wirkung
Die 5. Sinfonie wurde, wie einige andere Sinfonien Mahlers, nach ihrer Uraufführung nicht verstanden. Mahler beklagte sich 1905 nach einer erfolglosen Aufführung in Hamburg: „Die Fünfte ist ein verfluchtes Werk. Niemand capiert sie.“ Die Musikkritiken in den Jahren nach der Uraufführung waren größtenteils negativ. So urteilte der Musikkritiker Ferdinand Pfohl beispielsweise, dass die 5. Sinfonie zu Mahlers schwächeren Werken gehöre. Einzig die Neue Zeitschrift für Musik stellte der Sinfonie bereits 1905 ein wohlwollendes Zeugnis aus und sprach von einer „überwältigenden Fülle von Schönheiten“. Erst nach Mahlers Tod setzte sich eine immer größere Wertschätzung des Werkes durch.
Heute gilt die 5. Sinfonie als eine der beliebtesten Sinfonien Mahlers. Einen gewissen Anteil an ihrer Popularität hat der Film Tod in Venedig von Luchino Visconti aus dem Jahr 1971, dessen Filmmusik das Adagietto umfassend verwendet. In den Konzertsälen der Welt gehört die 5. Sinfonie heute zu den am häufigsten aufgeführten Sinfonien Mahlers.

## Stellenwert
Die 5. Sinfonie ist das erste rein instrumentale Werk dieser Gattung seit der 1. Sinfonie. Ihr gingen die sogenannten Wunderhorn-Sinfonien, da diese Texte aus Des Knaben Wunderhorn von Clemens Brentano vertonten, voraus. Mahler findet in der 5. Sinfonie zur rein instrumentalen Ausdrucksform zurück. Gerade im Vergleich zur zwei Jahre zuvor entstandenen 4. Sinfonie stellt sie einen großen inhaltlichen und formalen Unterschied dar. War die vorangegangene Sinfonie in vieler Hinsicht noch das klassischste Werk Mahlers, so stellt die 5. Sinfonie endgültig den Beginn einer neuen Schaffensphase dar. Die fünf Sätze der Sinfonie weisen eine große charakterliche Vielfalt auf, welche kaum untereinander vermittelt wird. So entsteht eine große äußerliche Unruhe und Abwechslung, welche durch die Ausdehnung des Werkes, die etwa an die Länge der 2. und 3. Sinfonie heranreicht, noch gesteigert wird. Dennoch sind die einzelnen Themen der Sätze durchaus miteinander verwoben. Noch markanter ist allerdings der hier oftmals veränderte Klang in Mahlers Tonsprache. Gerade in der fünften Sinfonie häufen sich Dissonanzen und die äußerste Ausreizung des tonal möglichen, ohne die Tonalität jedoch aufzugeben. Gerade dies hat das Werk für Zeitgenossen wohl schwer verständlich gemacht. So ist es kein Wunder, dass in der 5. Sinfonie der oftmals als neu und ungewohnt wirkende Klang Mahlerscher Musik zunächst besonders befremdlich wirkt. Ein Vorgang, der sich in den kommenden Sinfonien, namentlich in der 6. und 9. Sinfonie, sogar noch steigern wird.
Formal hält Mahler sich in diesem Werk nicht an die klassische, viersätzige Form, sondern konzipiert fünf Sätze, für drei Abteilungen. Es ist dies ebenfalls ein Vorgehen, welches Mahler schon in den großen Vorgängern der 2. und 3. Sinfonie so verwendet hatte. Die Konzeption der einzelnen Sätze bringt zwar harmonische Neuerungen, der Inhalt greift jedoch größtenteils bewährte Methoden auf. So ist der erste Satz ein Marsch, welcher durchaus an das größere Pendant in der 3. Sinfonie erinnert. Der Mittelpunkt des Werkes ist ein großes Scherzo, welches aus Elementen besteht, die Mahler in den vorherigen Sinfonien etabliert hatte. Grotesker Humor, welcher an Jean Paul angelehnt ist, vermischt sich mit traditionellen Tänzen mit simpel anmutender Gestaltungsweise und verschlungenen, kaum artikulierten Motiven. Dieses Konzept des Mahlerschen Scherzos findet sich auch in den folgenden Sinfonien immer wieder. Mit 819 Takten sprengt Mahler außerdem die traditionell eher kleinere Konzeption von Scherzosätzen in Sinfonien. Der Ruhepunkt der Sinfonie ist hier ein Adagietto, welches zwar nicht an die Tiefe der Adagios aus den beiden vorangegangenen Sinfonien heranreicht, jedoch durchaus als charakteristisch für Mahlers ruhige Sätze bezeichnet werden kann.
Mit der raueren Klangwelt der fünften Sinfonie beginnt eine neue Schaffensphase Mahlers, welche in der folgenden 6. Sinfonie weiterentwickelt wird. Gerade die Ausreizung des tonalen Raumes weist bereits deutlich auf die 9. Sinfonie, in welcher Mahler sich anschickt, die Tonalität aufzugeben und ins Transzendente der Musik überzutreten.